# Естер Бранд
Естер Корнелија Бранд (енгл. Esther Cornelia Brand, девојачко ван Херден; 29. септембар 1922 — 20. јун 2015) била је јужноафричка атлетичарка. Такмичила се у дисциплинама чија се комбинацији ретко сусреће скок увис и бацање диска.
Рођен у Спрингбоку, Нортхерн Цапе, похађала гимназију у Кејптаун, ге се почела бвити атлетиком. Она се углавном такмичила у скоку увис. Учествовала је на Олимпијским играма 1952. у Хелсинкију и такмичила се у две дсциплине.
Прва је било бацање диска где није успела ући у финале. У скоку у вис, победила је резултатом 1,67 метара испред европске првакиње из 1950. и светске рекордерке Шиле Лервил из Уједињеног Краљевства, која је светски рекорд 1,72 м поставила те године оборивши за 1 центиметар, рекорд Фани Бланкерс-Кун постигнут 1943. године.
Брандова је освојила прву златну медаљу за Јужноафричку Републику у женској конкуреници. То је и једина женска атлетска медаља на олимпијским играма до данас (2016).
Умрла је после пада у 2015. у 92. години.

## Лични рекорди
| Дисциплина   | Дисциплина   | Резултат | Место    | Датум         |
| ------------ | ------------ | -------- | -------- | ------------- |
| Скок увис    | На отвореном | 1,67 м   | Хелсинки | 27. јул 1952. |
| Бацање диска | На отвореном | 40,30 м  |          | 1952.         |